# Campeonato Europeo de Curling Femenino de 2011
El XXXVII Campeonato Europeo de Curling Femenino se celebró en Moscú (Rusia) entre el 3 y el 10 de diciembre de 2011 bajo la organización de la Federación Mundial de Curling (WCF) y la Federación Rusa de Curling.
Las competiciones se realizaron en la Megasport Arena de la ciudad rusa.

## Tabla de posiciones
| Pos | Equipo          | G | P | G–P |
| --- | --------------- | - | - | --- |
| 1   | Suecia          | 9 | 0 | –   |
| 2   | Dinamarca       | 8 | 1 | –   |
| 3   | Escocia         | 7 | 2 | –   |
| 4   | Rusia           | 5 | 4 | 1–0 |
| 5   | Alemania        | 5 | 4 | 0–1 |
| 6   | Italia          | 3 | 6 | 1–1 |
| 7   | Suiza           | 3 | 6 | 1–1 |
| 8   | República Checa | 3 | 6 | 1–1 |
| 9   | Letonia         | 1 | 8 | 1–0 |
| 10  | Noruega         | 1 | 8 | 0–1 |

## Cuadro final
|  | Clasif. a semifinal | Clasif. a semifinal | Clasif. a semifinal |  |  | Semifinal | Semifinal |  |              | Final        | Final |
|  |                     |                     |                     |  |  |           |           |  |              |              |       |
|  | 1                   | Suecia              | 12                  |  |  |           |           |  |              |              |       |
|  | 2                   | Dinamarca           | 6                   |  |  |           |           |  |              | Suecia       | 2     |
|  |                     |                     |                     |  |  | Dinamarca | 2         |  | Escocia      | 8            |       |
|  |                     | Escocia             | 10                  |  |  |           |           |  |              |              |       |
|  | 3                   | Escocia             | 9                   |  |  |           |           |  | Tercer lugar | Tercer lugar |       |
|  | 4                   | Rusia               | 6                   |  |  |           |           |  |              |              |       |
|  |                     |                     |                     |  |  |           |           |  |              | Dinamarca    | 7     |
|  |                     |                     |                     |  |  |           |           |  |              | Rusia        | 13    |

## Medallistas
| Evento | Oro                                                                      | Plata                                                                                                 | Bronce                                                                                               |
| ------ | ------------------------------------------------------------------------ | --- | --- |
| Equipo | Escocia Eve Muirhead Anna Sloan Victoria Adams Claire Hamilton Kay Adams | Suecia · Maria Prytz · Christina Bertrup · Maria Wennerström · Margaretha Sigfridsson · Sabina Kraupp | Rusia · Anna Sidorova · Liudmila Privivkova · Margarita Fomina · Yekaterina Galkina · Nkeiruka Yezej |